# فدریکو مایور ساراگوسا
فدریکو مایور ساراگوسا (انگلیسی: Federico Mayor Zaragoza; ۲۷ ژانویهٔ ۱۹۳۴ – ۱۹ دسامبر ۲۰۲۴) بیوشیمی‌دان، سیاستمدار، استاد دانشگاه، دیپلمات، داروساز، نویسنده، و شاعر اهل اسپانیا بود. وی از ۱۹۸۷ تا ۱۹۹۹ مدیر کل یونسکو بود.
فدریکو مایور ساراگوسا در ۱۹ دسامبر ۲۰۲۴، در سن ۹۰ سالگی در مادرید درگذشت.
وی همچنین برندهٔ جوایزی همچون نشان غیرنظامی آلفونسوی دهم، صلیب بزرگ از نشان مدنی آلفونسو ایکس حکیم، جایزه کرئو د سن ژردی، نشان زرین دولت کاتالونیا، و نشان کارلوس سوم شده است.